# Microplana monacensis
Microplana monacensis ist eine Art der Landplanarien in der Unterfamilie Microplaninae.

## Merkmale
Microplana monacensis hat einen zylindrischen Körper, der sich zum Vorderende hin verjüngt, und erreicht eine Körperlänge von 20 Millimetern und -breite von ungefähr 2 Millimetern. Die Rückenfärbung ist orange, am Vorderende dunkelbraun. Die Kriechsohle ist breit und nimmt zwei Drittel der bauchseitigen Breite ein.
Die Art hat eine gut entwickelte Penisknolle, in welche die Samenleiter getrennt führen.

## Verbreitung
Der Holytyp wurde in Monaco gefunden und befindet sich im Naturhistorischen Museum Wien. Zudem wurde die Art auch im Norden Spaniens nachgewiesen.

## Etymologie
Das Artepitheton nimmt Bezug auf den ersten Fundort Monaco.